# 14 Brygada Artylerii Ciężkiej
14 Brygada Artylerii Ciężkiej (14 BAC) – związek taktyczny artylerii ciężkiej ludowego Wojska Polskiego.

## Forowanie i zmiany organizacyjne
Brygada sformowana w 1947 stacjonowała w Strachowie, a od lipca 1951 w Bolesławcu. Podlegała dowódcy Okręgu Wojskowego Nr IV we Wrocławiu. Latem 1948 roku brygada została przeformowana na etat Nr 4/38-4/40. W nowym etacie Nr 4/38 dowództwo brygady liczyło 175 żołnierzy i 9 pracowników wojska. Z baterii artyleryjskiego rozpoznania pomiarowego 26 i 28 dac została utworzona jedna bateria tego typu w oparciu o etat Nr 4/40.
W 1955 brygada zreorganizowana została na 14 Brygadę Artylerii Armat. W 1956 weszła w skład 10 Dywizji Artylerii Armat. Wiosną 1957 w wyniku odwilży i dokonywanej redukcji wojska rozwiązano 14 Brygadę Artylerii Armat.

## Dowódcy brygady

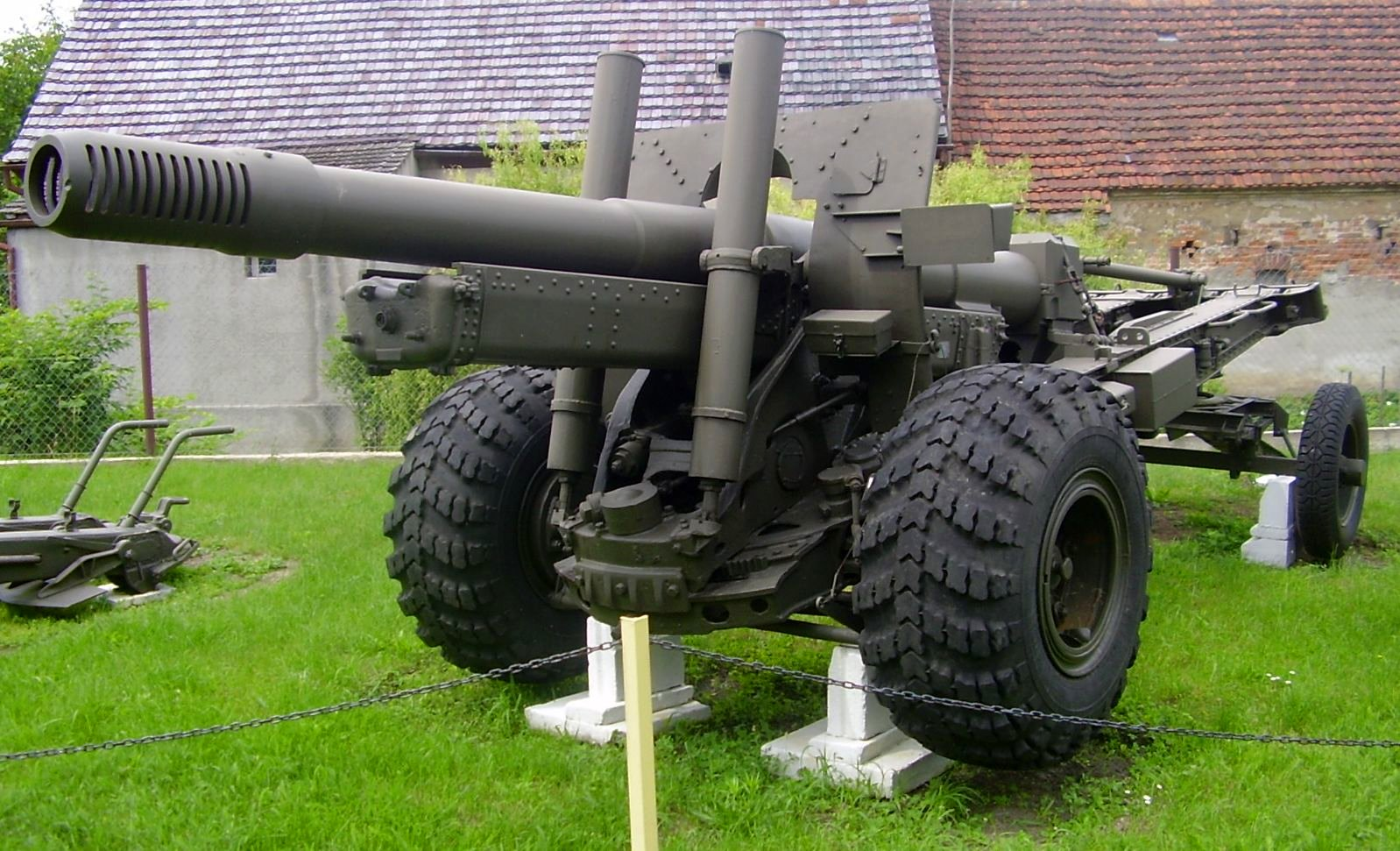
152 mm haubicoarmata wz. 1937 (MŁ-20)

- płk Antoni Frankowski
- ppłk Stanisław Wójtowicz

## Struktura organizacyjna 14 BAC w latach 1949-1951
- Dowództwo 14 Brygady Artylerii Ciężkiej
- szkolna bateria oficerów rezerwy artylerii nr 17
- 26 Pomorski dywizjon artylerii ciężkiej
- 28 Warszawski dywizjon artylerii ciężkiej
- 29 Kołobrzeski dywizjon artylerii ciężkiej

Uzbrojenie brygady stanowiło 38 armato-haubic 152 mm wz 37. Każdy dywizjon posiadał 12 armatohaubic.